# Hungarian Open 2013 - Doppio femminile
Il doppio femminile  del torneo di tennis Hungarian Open 2013, facente parte della categoria ITF Women's Circuit, ha avuto come vincitrici Timea Bacsinszky e Xenia Knoll che hanno battuto in finale Réka-Luca Jani e Veronika Kapshay con il punteggio di 7–6(3), 6–2.

## Teste di serie
1. Réka-Luca Jani /  Veronika Kapshay (finale)
2. Nicole Clerico /  Nikola Frankova (quarti di finale)

1. Tamara Čurović /  Anastasia Grymalska (primo turno)
2. Christina Shakovets /  Viktorija Tomova (primo turno)

## Tabellone

### Legenda
| - Q = Qualificato - WC = Wild card - LL = Lucky loser | - ALT = Alternate - SE = Special Exempt - PR = Protected Ranking | - w/o = Walkover - r = Ritirato - d = Squalificato |